# Garofano d'ammore
Garofano d'ammore è il primo album del gruppo Musicanova; è una raccolta di canti popolare della Puglia e del Gargano rivisitati dal gruppo.

## Il disco
Il disco comprende anche musiche e canti della Calabria come la tarantella dei fratelli De Bonis e altre sempre rielaborate dal maestro Bennato. Fu pubblicato dalla Philips.

## Tracce
1. Bella figliola ca staje 'nfenesta - 2'05"
2. Montanara - 3'01"
3. Tarantella di Sannicandro - 4'37"
4. Rodianella - 5'27"
5. Pizzica tarantata - 5'20"
6. Ballo cantato per mandoloncello, violino e percussioni
7. Viestesana - 3'12"
8. Ciré spizzata - 4'11"
9. Ballo per chitarra - 1'56"
10. Canto finale - 4'58"

## Formazione
- Eugenio Bennato - voce, chitarra, tamorra, organetto
- Teresa De Sio - voce, chitarra
- Carlo D'Angiò - voce, chitarra
- David Blazer - violino
- Robert Fix - flauto